# Juan Oscar Facchini
Juan Oscar Facchini (Buenos Aires, 28 de diciembre de 1929, Mar del Plata-Tandil, Buenos Aires, Argentina; 15 de noviembre de 1964) fue un destacado piloto automovilístico argentino.

## Carrera
Facchini fue un popular volante en la década del 60 en Argentina. Fue un piloto íntegro y apasionado, que ganó grandes premios de Turismo Carretera y tuvo una legión de fanáticos y seguidores que admiraban su conducción enérgica, viril, siempre arriesgándose en esas curvas "con todo".
Apasionado por el deporte lo atrajo fuertemente al principio el Pato y junto a su hermano apodado "Coco" descolló en el primer equipo marplatense de General Pueyrredón. Luego se volcaron decididamente al automovilismo.
Surgió en las filas del Turismo Carretera junto a su hermano Pablo en el año 1958 con un Ford cuyo número era el 31, debutando con la marca Chevrolet en 1961, en una época donde el Turismo Carretera era el sinónimo de las tradicionales “Vueltas”, ritos competitivos de la velocidad que tenían lugar en las rutas, como esta, que atravesaban distintas localidades del país. 
Siempre sonriente, un poco tímido, dejó su marca en el Turismo Carretera con varias carreras ganadas como la Vuelta de Tres Arroyos el 11 de octubre del '64 cuando consiguió pasar a formar parte de la "selecta nomina de triunfadores. Una semana después volvió a conseguir el halago en la "Vta. de Junín". En la carrera de las Mil Millas de 1964, el "Pocho", como lo apodaban, salió en 6° lugar.

## Tragedia
El piloto Juan Oscar Falcchini se mató trágicamente en un accidente automovilístico en la famosa "Vuelta de Tandil". La fatalidad se dio lugar el domingo 15 de noviembre de 1964 durante una práctica en el TC, Falcchini  que viajaba a bordo de su Chevrolet, en la 9° vuelta tomó una pequeña curva, una rueda mordió la banquina, siguió por la misma, y a 35 km de los 576 que medía la carrera, cuando quiso subir dicha curva, una alcantarilla arrasó con su tren delantero diferencial y barra de dirección, por lo que el auto perdió el control e impactó contra una camioneta estacionada. Su acompañante en aquel momento, José “Mingo” Solís, resultó gravemente herido, aunque pudo recuperarse. En el siniestro también perdieron la vida Rubén Coronel y José Mons. En dicha competencia resultó ganador Emillozzi.
El 29 de septiembre de 2009 le brindaron un emotivo homenaje en un encuentro en el que se reinauguró el monumento ubicado en la rotonda del Paraje La Porteña. En el sitio del homenaje se convocaron vehículos antiguos y de competición de esa marca y se exhibió el auto original de Facchini, íntegramente reconstruido. El acto fue encabezado por el intendente Miguel Lunghi, los dirigentes de la Asociación Amigos y Simpatizantes del Chevrolet y contó con la participación de los dos hijos del recordado corredor y de su acompañante, José “Mingo” Solís.